# Le Pays des enfants perdus
Ne doit pas être confondu avec La Cité des enfants perdus.
Le Pays des enfants perdus est un téléfilm français réalisé par Francis Girod, sorti en 2003.

## Synopsis
Cette œuvre de fiction emprunte sa trame à des faits historiques réels et évoque le transfert d'enfants réunionnais en métropole dans un objectif de lutte contre l'exode rural. Les enfants victimes de ce transfert sont communément appelés Enfants de la Creuse.

## Fiche technique
- Scénario : Philippe Madral et Marc Pivois
- Dialogue : Philippe Madral
- Durée : 90 minutes

## Distribution
- Gérard Rinaldi : monsieur Bardoux
- Mathieu Cham : Isidore
- Mélissa Loties : Juliette
- Nicolas Lormeau : Pincemaille
- Martine Larigauderie : madame Bardoux
- Aurélien Recoing : Dolor
- Didier Bienaimé : le marchand de musique
- Marie Pillet : madame Calveyrat
- Jean-Marc Henchoz : monsieur Calveyrat
- Mireille Roussel : Lucie
- Jean-François Palaccio : Christian
- Mandiaye Bâ : Freddy
- Ludovic Cayacy : Jean-Étienne
- Eric Laugérias : Souane